# ABT-202
ABT-202 je lek koji je razvilo preduzeće Abbott. Ovo jedinjenje je agonist na neuronskom nikotinskim acetilholinskim receptorima. Istraživano je za moguću primenu kao analgetik. Ono nije uspešno prošlo kroz klinička ispitivanja.